# باپتیست لافلوریل
باپتیست لافلوریل (انگلیسی: Baptiste Lafleuriel؛ زادهٔ ۲ ژوئیهٔ ۱۹۸۱) بازیکن فوتبال اهل فرانسه است.
از باشگاه‌هایی که در آن بازی کرده‌است می‌توان به باشگاه فوتبال سن-اتین اشاره کرد.